# Пугло Віктор Миколайович

Пугло Віктор Миколайович.

Пугло Віктор Миколайович (1927—2008) — фізик-математик, громадський діяч, колишній голова Донецького обласного відділення Українського фонду культури, заслужений працівник культури України.

## Біографія
У 1987 році заснував громадську організацію Донецьке відділення Українського Фонду культури, яка проіснувала до початку XXI ст.
Віктор Миколайович Пугло у Фонді культури ініціював створення премій знаних донбасівців — С.Прокоф'єва, В.Сосюри, А. Куїнджі, В. Шутова. Один зі співзасновників Інституту економіко-соціокультурних досліджень ім. Ольги Васильєвої-Католик (правонаступник Донецького НМЦ Академії наук України).
Керівник організації Українського спілки охорони пам'ятників історії та культури (1975-87 рр.).
Один із керівників проекту по відродженню Святогірського Монастиря на Сіверському Донці.
Тісно співпрацював з Донецьким обласним Товариством української мови імені Т. Г. Шевченка (особливо у перші роки його існування — 1989—1993).

## Нагороди
Орден Вітчизняної війни I ступеня та «За мужність»; медалями — «За відвагу», «За бойові заслуги», «За захист Вітчизни», «За перемогу над Японією» .

## Інтернет-ресурси
- http://www2.just.dn.ua/public-formations/restr-gromadskih-organzatsi.html%5Bнедоступне+посилання+з+липня+2019%5D
- Does not forget front-line soldier from Donbasu — Victor Mikolaevicha Puglo/Віктора Пугло